# Černošice
Ne doit pas être confondu avec Černožice.
Černošice ([tʃɛrnoʃɪtsɛ]) (en allemand : Cernolitz ou Tschernolitz) est une ville du district de Prague-Ouest, dans la région de Bohême-Centrale, en République tchèque. Sa population s'élevait à 7 675 habitants en 2024.

## Géographie
Černošice fait partie de la région métropolitaine de Prague. La ville se trouve sur la rive gauche de la rivière Berounka, à 16 km au sud-ouest du centre de Prague.
La commune est limitée par Třebotov et Kosoř au nord, par Prague à l'est, par Jíloviště et Všenory au sud, et par Dobřichovice et Vonoklasy à l'ouest.

## Histoire
La première mention écrite de la localité date de 1115.

## Personnalité
- Jan Nepomuk Langhans, photographe, décédé à Černošice en 1928.

## Administration
La commune se compose de trois sections :
- Horní Černošice
- Dolní Mokropsy
- Vráž

## Transports
La ville est desservie par deux gares ferroviaires : Černošice et Černošice-Mokropsy.